# فاورشام
latitudeفاورشامlongitudeفاورشام
فاورشام (به انگلیسی: Faversham) یک شهرک در بریتانیا است که در انگلستان واقع شده‌است.

## خصوصیات
فاورشام ۱۹٬۸۲۹ نفر جمعیت دارد.

## خواهرخوانده
شهر ازبروک خواهرخواندهٔ فاورشام هست.